# THIS IS Flower THIS IS BEST
『THIS IS Flower THIS IS BEST』（ディス イズ フラワー ディス イズ ベスト）は、Flowerのベスト・アルバム。2016年9月14日に発売。

## 概要
「初回仕様限定盤2CD+2BD」「初回仕様限定盤2CD+2DVD」「通常盤 2CD」の3形態で発売。初回仕様限定盤の2形態のみ、初回限定仕様（デジパック＋透明スリーブ＋別冊ブックレット）となっている。2016年7月16日に本ベストアルバムの発売が発表され、8月11日に収録内容等の詳細情報が解禁された。
CDには、2011年発売のデビューシングル「Still」から2016年6月1日発売の「やさしさで溢れるように」までの全シングル表題曲に加え、カップリング曲やアルバム曲、新曲『他の誰かより悲しい恋をしただけ』『人魚姫』を含む、全26曲が収録されている。尚、「Blue Sky Blue」以前の（「let go again feat. VERBAL(m-flo)」を除く）全楽曲が「version2016」となっているが、これはグループを脱退した武藤千春と市來杏香のパートを鷲尾伶菜が新たに収録し直しているためである。
DVDおよびBlu-rayには、それまでに発表された（「TOMORROW 〜しあわせの法則〜」を除く）全15曲と新曲「他の誰かより悲しい恋をしただけ」のミュージック・ビデオと、デビュー前からの軌跡を追ったインタビューとドキュメンタリー映像が収録されている。
また、本ベストアルバムを携えて2度目となるライブツアー「Flower Theater 2016 〜THIS IS Flower〜」も開催された。
Googleが発表したYouTube Rewind 2016の「2016年トップトレンド音楽動画（日本）」で「他の誰かより悲しい恋をしただけ」のミュージック・ビデオが79位を記録した。

## 収録曲

### DISC 1（CD）
1. Still version2016 (4:10)
2. SAKURAリグレット version2016 (5:10)
3. forget-me-not 〜ワスレナグサ〜 version2016 (4:51)
4. 恋人がサンタクロース version2016 (4:51)
5. 太陽と向日葵 version2016 (4:28)
6. 白雪姫 version2016 (4:31)
7. 熱帯魚の涙 version2016 (4:43)
8. 秋風のアンサー version2016 (4:49)
9. さよなら、アリス version2016 (4:48)
10. TOMORROW 〜しあわせの法則〜 version2016 (4:03)
11. Blue Sky Blue version2016 (4:08)
12. 瞳の奥の銀河（ミルキーウェイ） (4:48)
13. やさしさで溢れるように (4:53)
14. 他の誰かより悲しい恋をしただけ (4:41)
作詞：小竹正人、作曲：Jonas Mengler / Carlos K.、編曲：Jonas Mengler
新曲。
15. 人魚姫 (4:31)
作詞：小竹正人、作曲：FAST LANE / ERIK LIDBOM、編曲：FAST LANE
新曲。

### DISC 2（CD）
1. CALL version2016 (5:33)
2. Boyfriend (Moonlight Version) version2016 (4:39)
3. 初恋 version2016 (3:42)
4. Dolphin Beach version2016 (4:22)
5. Flower Garden version2016 (3:35)
6. Clover version2016 (3:59)
7. ラッキー7 (3:15)
8. Imagination (3:52)
9. Virgin Snow〜初心（はつごころ）〜 (5:31)
10. 紫陽花カレイドスコープ (4:35)
11. Dreamin' Together feat.Little Mix version2016 (4:55)

### DISC 3（DVD/Blu-ray）
Flower Clips（ミュージック・ビデオ）
| #         | タイトル                              | 作詞  | 作曲・編曲 |
| --------- | ------------------------------------- | ----- | ---------- |
| 1.        | 「Still」                             |       |            |
| 2.        | 「SAKURAリグレット」                  |       |            |
| 3.        | 「forget-me-not 〜ワスレナグサ〜」    |       |            |
| 4.        | 「恋人がサンタクロース」              |       |            |
| 5.        | 「太陽と向日葵」                      |       |            |
| 6.        | 「白雪姫」                            |       |            |
| 7.        | 「初恋」                              |       |            |
| 8.        | 「let go again feat.VERBAL（m-flo）」 |       |            |
| 9.        | 「熱帯魚の涙」                        |       |            |
| 10.       | 「秋風のアンサー」                    |       |            |
| 11.       | 「さよなら、アリス」                  |       |            |
| 12.       | 「Dreamin’ Together feat.Little Mix」 |       |            |
| 13.       | 「Blue Sky Blue」                     |       |            |
| 14.       | 「瞳の奥の銀河（ミルキーウェイ）」    |       |            |
| 15.       | 「やさしさで溢れるように」            |       |            |
| 16.       | 「他の誰かより悲しい恋をしただけ」    |       |            |
| 合計時間: | 合計時間:                             | 92:11 |            |

### DISC 4（DVD/Blu-ray）
インタビュー＆ドキュメンタリー
| #  | タイトル                                               | 作詞 | 作曲・編曲 | 時間  |
| -- | ------------------------------------------------------ | ---- | ---------- | ----- |
| 1. | 「THIS IS Flower 〜True Story of the Flower Garden〜」 |      |            | 42:36 |

## 演奏
Disc 1
- 梶谷裕子
  - Violin (#1.2)
  - Viola (#2)
- 伊平友樹：Gut Guitar (#2)
- 秋月良太：Acoustic Guitar (#2)
- 四家卯大ストリングス：Strings (#6)
- 土屋玲子：Erhu (#7)
- クラッシャー木村：Strings Arrangement (#9)
- クラッシャー木村ストリングス：Strings (#9)
- 後藤勇一郎：Strings Arrangement (#10)
- 後藤勇一郎ストリングス：Strings (#10)
- 真部裕：Strings Arrangement (#11)
- 真部裕ストリングス：Strings (#11)
- 高井城治：Guitar, Bass (#12)
- 春川仁志、門脇大輔：Strings Arrangement (#12)
- 門脇大輔ストリングス：Strings (#12)
- 種子田健：Bass (#13)
- 今野均ストリングス：Strings (#13)

Disc 2
- 梶谷裕子：Violin (#1)
- T-I：Voice (#1)
- Andreas Oberg：Electric Guitars (#7)
- 藤本和則：All Instruments (#9)